# Batalla de Hermannstadt
La batalla de Hermannstadt, también conocida como batalla de Sibiu o batalla de Szeben, se libró entre el ejército del Reino de Hungría y el Imperio otomano el 18 y el 22 de marzo de 1442, cerca de Marosszentimre y Hermannstadt (Szeben), (actuales Sântimbru y Sibiu, Rumania). Las fuerzas húngaras estaban al mando de Juan Hunyadi. Hermannstadt fue la tercera victoria de Hunyadi sobre los otomanos después del asedio de Smederevo en 1437 y la derrota de Ishak Bey a medio camino entre Smederevo y Belgrado en 1441.

## Antecedentes
En 1438, los merodeadores otomanos atacaron Transilvania, donde en 1437 habían sido derrotados por un levantamiento bajo el mando de Antal Nagy de Buda. Durante 45 días, los otomanos atacaron sin obstáculos las tierras sajonas de Transilvania y los pueblos y ciudades comerciales de Hungría.
En 1441, Juan Hunyadi llegó al poder. Hunyadi atacó a los otomanos en Serbia y en la batalla de Smederevo consiguió derrotar a Ishak Bey. El sultán otomano, Murad II, proclamó en el otoño de 1441 que una incursión en la Transilvania húngara se llevaría a cabo en marzo de 1442. A principios de marzo de 1442, Mezid Bey condujo a 16 000 akıncı a Transilvania, cruzando el Danubio de Valaquia a Nicópolis y marcharon hacia el norte en formación.

## La batalla
El 18 de marzo, las fuerzas del obispo Jorge Lépes (2000 hombres) se enfrentaron con Mezid cerca de Sântimbru. Los otomanos ganaron por fuerzas de números y Hunyadi se vio obligado a retirarse, pero Mezid no persiguió a Hunyadi. Lépes fue hecho prisionero y Mezid decapitó al obispo.
El ejército de Hunyadi se reagrupó cerca de Hermannstadt. Simón Kamonyai cambió su armadura por la de Hunyadi para que los turcos creyeran que era este. Kamonyai iba a ejecutar un ataque frontal, mientras que Hunyadi rodeó al ejército de Mesid. Kamonyai murió en acción, sin embargo, Hunyadi con la caballería pesada húngara cargó contra Mesid, aplastó a los turcos y mató a Mezid. Hunyadi pudo intercambiar la cabeza de Lépes por la cabeza de Mesid.

## Resultado
En represalia por la derrota y muerte de Mezid, Shehabbedin, beylerbey de Rumelia, invadió Transilvania. En la batalla de la Puerta de Hierro, cerca del Danubio, Hunyadi acabó con el ejército de Shehabbedin en la segunda mayor victoria de la carrera de Hunyadi, solo superada por su derrota del ejército del sultán otomano en 1456 en el sitio de Belgrado.